# De stralende meteoor
 De stralende meteoor  is een verhaal uit de Belgische stripreeks Piet Pienter en Bert Bibber van Pom.
Het verhaal verscheen voor het eerst in Gazet Van Antwerpen van 21 juni 1958 tot 20 november 1958 en als nummer 10 in de reeks bij De Vlijt.

## Personages
- Piet Pienter
- Bert Bibber
- Professor Kumulus

## Albumversies
De stralende meteoor verscheen in 1959 als album 10 bij uitgeverij De Vlijt. In 1998 gaf uitgeverij De Standaard het album opnieuw uit.